# Couvre-face

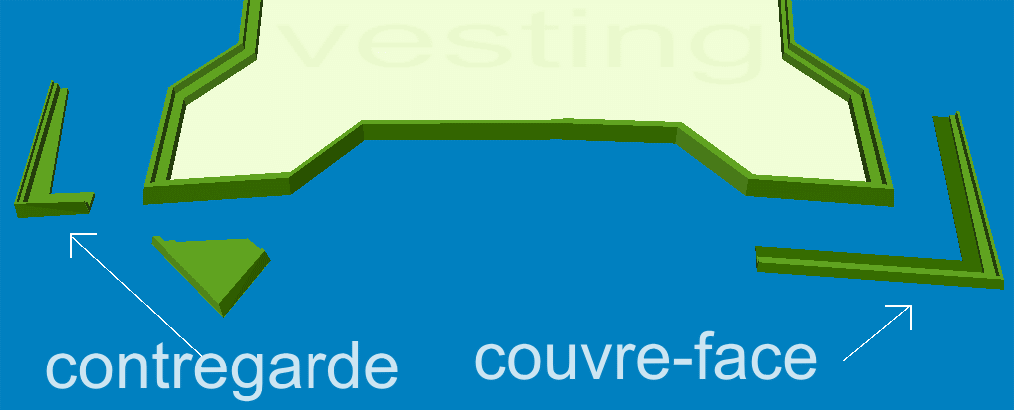
Couvre-face et contre-garde

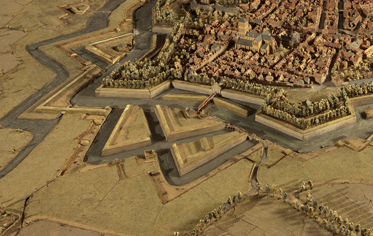
Couvre-face protégeant une demi-lune sur le plan-relief de Menin.

Comparable à la braie remparée de la fortification médiévale, le couvre-face est en fortification bastionnée un ouvrage extérieur en forme de « V » qui sert à protéger les faces d'un bastion ou d'une demi-lune. Il peut également protéger la sortie, dans le fossé, d'un souterrain passant sous le rempart d'un fort.
Il sera remplacé par la suite dans ce rôle par la contre-garde dont les deux branches ne sont pas jointives.

## Sources
1. ↑  « Couvre-face », sur le site Fortification et Mémoire Le site des passionnés – De Vauban à Todt (consulté le 29 juin 2018).